# 姫屋ソフト
株式会社姫屋ソフト（ひめやソフト、英: HimeyaSoft, Inc.）は、かつて存在したゲームおよびウェブ関連会社である。

## 概要
主事業としてアダルトゲームブランドであるシーズウェア (C's ware) を擁していた。以前はキャラメルBOXも擁していたが、こちらは2010年1月にホビボックス株式会社へ移管された。姫屋ソフトおよびシーズウェアブランドは、自社JANコードでのソフト販売実績がなくなり、シーズウェアWEBサイトは数年間更新が停滞するなど、PS2版EVEシリーズのリリース以降、事実上ソフトハウスとして機能停止状態にあった。
その他、携帯電話コンテンツの制作・ウェブ制作などのネットワーク事業も行っていた。
2014年（平成26年）に事業を停止し、2017年（平成29年）2月8日に東京地方裁判所から破産手続開始決定を受けた。負債総額は約1億5000万円。同年7月11日には法人格が消滅した。

## 沿革
- 1991年10月22日 - 東京都豊島区に設立。
- 1992年2月 - 「姫屋ソフト」ブランドより同社第1作目『Bacta』を発売。
- 1993年7月 - C's wareブランドを設立。
- 1993年9月 - 埼玉県戸田市に移転。
- 1993年11月 - C's wareブランド第1作目『禁断の血族』発売。
- 1996年11月 - 埼玉県浦和市（現在のさいたま市）に移転。
- 2002年7月 - キャラメルBOXブランド第1作目『BLUE』発売。
- 2003年10月 - C's ware『地っ球の平和をま〜もるためっ!!Vol.4』発売。本作を最後にC's wareは活動休止。
- 2006年8月 - 東京都千代田区東神田に移転。
- 2010年1月 - 同区内の神田佐久間町に移転。同時にキャラメルBOXブランドをホビボックス株式会社へ移管。
- 2011年7月 - 神奈川県横浜市港北区大倉山に移転。
- 2017年2月8日 - 東京地方裁判所より破産手続開始の決定を受ける[4]。負債総額約1億5000万円。
- 2017年7月11日 - 法人格消滅。

## 作品一覧
シーズウェアから発売されたものについては、シーズウェアの記事を参照。
- D'ark
- Bacta（1992年）
- PHOBOS-フォボス-（1992年）
- YES!（1993年）
- 格闘娘 りょうこ（1993年）
- BACTA2（1994年）
- Ash.（1994年）
- ZENITH（1994年）
- 七英雄物語（1995年）
- YES! HG（1995年）
- 七英雄物語2（1995年）